# Petrovice u Třebíče
Petrovice (deutsch Petrowitz) ist eine Gemeinde in Tschechien. Sie liegt sieben Kilometer nordwestlich von Třebíč und gehört zum Okres Třebíč.

## Geographie
Petrovice befindet sich im Süden der Böhmisch-Mährischen Höhe auf einem Höhenzug rechtsseitig der Jihlava zwischen dem Fluss und dem Okříšský potok. Westlich erhebt sich der Hügel Strážka (517 m) und im Südosten der Krahulovský kopec (504 m).
Nachbarorte sind Přibyslavice im Norden, Nová Ves und Račerovice im Nordosten, Červený Mlýn und Pocoucov im Osten, Sokolí und Krahulov im Südosten, Parní Mlýn, Čechočovice und Markvartice im Süden, Hvězdoňovice, Loudílka und Heraltice im Südwesten, Okříšky im Westen sowie Nové Petrovice im Nordwesten.

## Geschichte
Die erste urkundliche Erwähnung des zu den Přibyslavicer Gütern Konstanze von Ungarns gehörigen Dorfes  erfolgte im Jahre 1224. Im 14. Jahrhundert wurde Petrovice Besitz der Markgrafen von Mähren und war zur Burgherrschaft Ruckstein (Rukštejn) untertänig. Diese wurde zu Beginn des 15. Jahrhunderts den Grafen von Waldstein als Lehn gereicht. Georg von Podiebrad überließ Petrovice in der Mitte des 15. Jahrhunderts an Nikolaus Petrovský von Hrochov. Jan von Hrochov verkaufte das Dorf 1599 an die Waldsteiner auf Brtnice. Später wechselten die Besitzer mehrfach und im 18. Jahrhundert erwarben die Grafen Collalto das Dorf.
Nach der Aufhebung der Patrimonialherrschaften bildete Petrovice ab 1850 eine politische Gemeinde im Bezirk Třebíč.
Im April 1945 wurde Petrovice von einer Abteilung der Wehrmacht besetzt, die in dem Ort Partisanen vermutete. Nach der Verhängung des Standrechtes wurden Petrovice und die Nachbardörfer durchsucht und mehrere Einwohner verhaftet. Am 6. Mai 1945 befahl der Kommandeur Oberleutnant Grodl als Exempel die Erschießung aller Männer zwischen 16 und 30 Jahren. Der Bürgermeister Padrnos und der Lehrer Halásek weigerten sich, sämtliche Männer vorführen zu lassen, und erreichten, dass Grodl von der Erschießung der etwa 30 Personen abließ. Stattdessen wurden vier Burschen aus Petrovice, die vom Kriegsgericht in Stařeč im Tode verurteilt worden waren, am 7. Mai im Dorf hingerichtet.

## Gemeindegliederung
Für die Gemeinde Petrovice sind keine Ortsteile ausgewiesen.

## Sehenswürdigkeiten
- Kapelle